# Trigonia coppenamensis
Trigonia coppenamensis är en tvåhjärtbladig växtart som beskrevs av Stafleu. Trigonia coppenamensis ingår i släktet Trigonia och familjen Trigoniaceae. Inga underarter finns listade i Catalogue of Life.